# Jacques Dufilho
Jacques Jacques-Gabriel Dufilho (Bègles, 19 februari 1914 – Lectoure, 28 augustus 2005) was een Frans acteur.

## Leven en werk

### Afkomst en opleiding
Dufilho werd geboren als zoon van een apotheker in het zuidwesten van Frankrijk, vlak bij Bordeaux. Van jongs af aan droomde hij van een bestaan als landbouwer met een eigen hoeve, en hij volgde dan ook landbouwstudies.

### Toneel
Maar de schilderkunst en de beeldhouwkunst boeiden hem eveneens en hij trok naar Parijs om er meer mee in contact te komen en genoeg geld te verdienen om zijn droom te bekostigen. Uiteindelijk ging hij les volgen bij Charles Dullin, die zijn mentor en vriend werd. In 1938 maakte hij zijn debuut op de planken. Zijn theatercarrière strekte zich uit van 1942 tot 1998 en zijn repertoire was uitgebreid: klassieke stukken van Molière en Fjodor Dostojevski wisselden af met moderne auteurs zoals Harold Pinter, Jacques Audiberti en Jean Anouilh.
In 1939 kreeg hij zijn eerste filmrol in Le Corsaire van Marc Allégret maar de opnames werden onderbroken door het uitbreken van de Tweede Wereldoorlog. De film werd nooit voltooid. Dufilho engageerde zich actief tijdens de Tweede Wereldoorlog.

### Debuut als filmacteur onder Jean Devaivre
Na de oorlog kreeg hij een eerste ernstige rol van zijn vriend Jean Devaivre in het historisch drama La Ferme des sept péchés (1948). Het jaar daarop werd de film met de Gouden Luipaard bekroond op het Internationaal Filmfestival van Locarno. Samen draaiden Devaivre en Dufilho nog drie films.

### Jaren vijftig en zestig: de talrijke bijrollen
In de jaren vijftig en zestig speelde Dufilho bijna onophoudelijk vooral tweedeplansrollen in films van ongelijke en soms ondermaatse kwaliteit waarin zijn nors voorkomen, zijn priemende blik en zijn mager ascetisch gelaat te pas en te onpas gebruikt werden. Hij draaide in die tijd veel films, tot zes films per jaar. Hij las amper de scenario's op voorhand want hij beschouwde film maken vooral als een vaste en zekere bron van inkomsten. Uitschieters waren zijn vertolkingen in films van Jean Delannoy (Marie-Antoinette reine de France en Notre-Dame de Paris), Yves Robert (Signé Arsène Lupin en La Guerre des boutons), Louis Malle (Zazie dans le métro, 1960) en Michel Deville (de in de libertijnse 18e eeuw gesitueerde zedenkomedie Benjamin ou les Mémoires d'un puceau).

### Jaren zeventig: de hoofdrollen
Pas in de jaren zeventig begon Dufilho meer eisen te stellen aan zijn filmrollen. Hij vertolkte de hoofdrol in komedies zoals Les Bidasses en folie (1971), de eerste in een lange rij van kaskrakers van debutant Claude Zidi, Une journée bien remplie (1972), het regisseursdebuut van Jean-Louis Trintignant en Chut! (1972) van Jean-Pierre Mocky - met wie hij vroeger al meermaals had samengewerkt. In het debuut van Robin Davis, de zwartgallige en grimmige tragikomedie Ce cher Victor (1975), treiterden een chagrijnige en verbitterde weduwnaar, een rol geschreven op het lijf van Dufilho, en diens huisgenoot, gespeeld door filmveteraan Bernard Blier, elkaar voortdurend. In de satirische koloniale komedie La Victoire en chantant (1976) van Jean-Jacques Annaud, alweer een debuut, speelde Dufilho een hoofdrol naast filmveteraan Jean Carmet. Hij sloot die mooie reeks originele hoofdrollen in 1980 af met Claude Chabrols Le Cheval d'orgueil.

### Latere carrière: opnieuw bijrollen
Ook gevestigde namen zoals Pierre Schoendoerffer, Werner Herzog, Claude Sautet, Jean Becker en Claude Chabrol ontdekten zijn veelzijdig talent. Chabrols landelijke kroniek, het drama Le Cheval d'orgueil (1980), had de rurale thematiek gemeen met François Dupeyrons boerendrama C'est quoi la vie? (1999). In beide prenten zette hij een indrukwekkende rol van patriarch neer. De films toonden dat het landbouwersbestaan Dufilho na aan het hart bleef liggen. Alhoewel hij daarna nog in twee films meespeelde wordt C'est quoi la vie? beschouwd als zijn testamentfilm.
Dufilho trok zich regelmatig terug op zijn landgoed in de Gers. In 2005 overleed hij op 91-jarige leeftijd in Lectoure. Hij werd begraven te Ponsampère.

## Filmografie (selectie van lange speelfilms)
- 1942 - Adieu Léonard (Pierre Prévert)
- 1944 - Premier de cordée (Louis Daquin)
- 1948 - La Ferme des sept péchés (Jean Devaivre)
- 1950 - Vendetta en Camargue (Jean Devaivre)
- 1951 - Caroline chérie (Richard Pottier)
- 1951 - Deux sous de violettes (Jean Anouilh)
- 1953 - Un caprice de Caroline chérie (Jean Devaivre)
- 1953 - Ma femme, ma vache et moi (Jean Devaivre)
- 1953 - Saadia (Albert Lewin)
- 1954 - Cadet Rousselle (André Hunebelle)
- 1955 - Marie-Antoinette reine de France (Jean Delannoy)
- 1956 - Notre-Dame de Paris (Jean Delannoy)
- 1957 - The Happy Road (Gene Kelly)
- 1957 - Nathalie (Christian-Jaque)
- 1958 - Taxi, Roulotte et Corrida (André Hunebelle)
- 1958 - Maxime (Henri Verneuil)
- 1959 - Bobosse (Étienne Périer)
- 1959 - I Tartassati (Steno)
- 1959 - Signé Arsène Lupin (Yves Robert)
- 1960 - Zazie dans le métro (Louis Malle)
- 1961 - Le Monocle noir (Georges Lautner)
- 1962 - La Guerre des boutons (Yves Robert)
- 1962 - Snobs ! (Jean-Pierre Mocky)
- 1963 - L'assassin connaît la musique... (Pierre Chenal)
- 1963 - Le Coup de bambou (Jean Boyer)
- 1964 - La Cité de l'indicible peur (of La Grande Frousse) (Jean-Pierre Mocky)
- 1965 - Lady L (Peter Ustinov)
- 1967 - Y Manana ? (Emile Degelin)
- 1968 - Benjamin ou les Mémoires d'un puceau (Michel Deville)
- 1969 - Appelez-moi Mathilde (Pierre Mondy)
- 1969 - Une veuve en or (Michel Audiard)
- 1971 - Les Bidasses en folie (Claude Zidi)
- 1972 - Une journée bien remplie (Jean-Louis Trintignant)
- 1972 - Chut! (Jean-Pierre Mocky)
- 1973 - La Brigade en folie (Philippe Clair)
- 1973 - Les corps célestes (Gilles Carle)
- 1975 - Ce cher Victor (Robin Davis)
- 1976 - Le Crabe-tambour (Pierre Schoendoerffer)
- 1976 - La Victoire en chantant (of Noirs et Blancs en couleurs) (Jean-Jacques Annaud)
- 1977 - Mocky's Moque nº1 (Jean-Pierre Mocky)
- 1978 - Nosferatu: Phantom der Nacht (Werner Herzog)
- 1980 - Le Cheval d'orgueil (Claude Chabrol)
- 1980 - Un mauvais fils (Claude Sautet)
- 1982 - Y a-t-il un Français dans la salle ? (Jean-Pierre Mocky)
- 1986 - L'Homme qui n'était pas là (René Féret)
- 1988 - À notre regrettable époux (Serge Korber)
- 1988 - Mangeclous (Moshé Mizrahi)
- 1988 - La Vouivre (Georges Wilson)
- 1993 - Pétain (Jean Marbœuf)
- 1999 - C'est quoi la vie? (François Dupeyron)
- 1999 - Les Enfants du marais (Jean Becker)
- 2004 - Là-haut, un roi au-dessus des nuages (Pierre Schoendoerffer)

## Prijzen
- 1978 - Le Crabe-tambour - César voor beste acteur in een bijrol
- 1981 - Un mauvais fils - César voor beste acteur in een bijrol
- 1988 - Je ne suis pas Rappaport - Molière voor Beste acteur (theater)
- 1999 - C'est quoi la vie? - Concha de Plata voor de Beste acteur op het Internationaal filmfestival van San Sebastian